# Bogusława Orzechowska
Bogusława Orzechowska (nascido a 1 de fevereiro de 1957) é uma política polaca. Ela foi eleita para o 10.º Senado da Polónia representando o círculo eleitoral de Elbląg.